# Organi della chiesa di San Rocco a Parigi

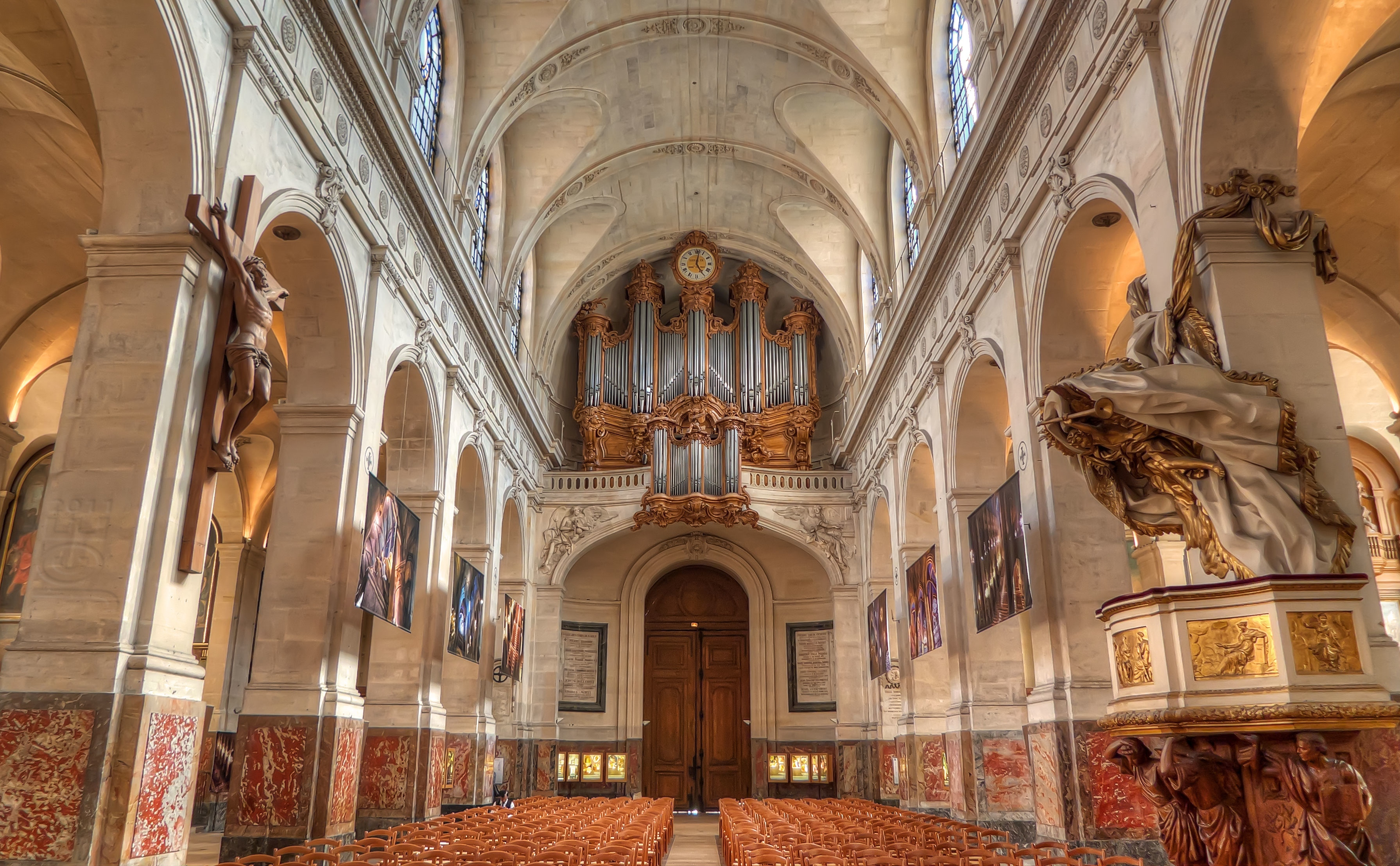
Interno della chiesa verso la controfacciata, con l'organo maggiore sulla cantoria.

Gli organi della chiesa di San Rocco a Parigi sono tre strumenti storici:
- l'organo maggiore, situato sulla cantoria in controfacciata, fu costruito da François-Henri Lesclop e Louis-Alexandre Clicquot nel 1750-1756, e successivamente è stato più volte modificato; dispone di 53 registri su quattro manuali e pedale ed è a trasmissione integralmente meccanica;[1]
- l'organo del coro, posto sotto la seconda arcata di destra del coro, è l'opus 19 di Aristide Cavaillé-Coll, costruito nel 1845 e anch'esso oggetto di modifiche successive; a trasmissione meccanica, ha 12 registri su due manuali e pedale;[2]
- l'organo della cappella della Vergine, situato nell'ambiente posto alle spalle dell'abside, venne costruito da John Abbey nel 1830 ed ha 5 registri, con unico manuale e pedale; è a trasmissione meccanica.[3]

## Storia
La chiesa di San Rocco venne costruita a più riprese tra il 1653 e la prima metà del secolo successivo in luogo di un edificio precedente.
Il primo organo della chiesa fu quello già esistente nel 1644 e proveniente dall'edificio antico. Nel 1750 fu commissionato a François-Henri Lesclop un nuovo e più grande strumento, con 34 registri su quattro manuali e pedale; nel 1751 iniziarono i lavori per la fastosa cassa lignea in stile barocco, terminata nel 1754, due anni prima della parte strumentale, la cui realizzazione passò nelle mani di Louis-Alexandre Clicquot nel 1752, anno della morte di Lesclop. Venne fin da subito considerato uno dei migliori organi della città di Parigi. Un primo intervento di modifica venne effettuato nel 1769 da François-Henri Clicquot, il quale fra le altre cose aggiunse dei registri (portando il numero delle canne a 2795) e rifece i somieri.

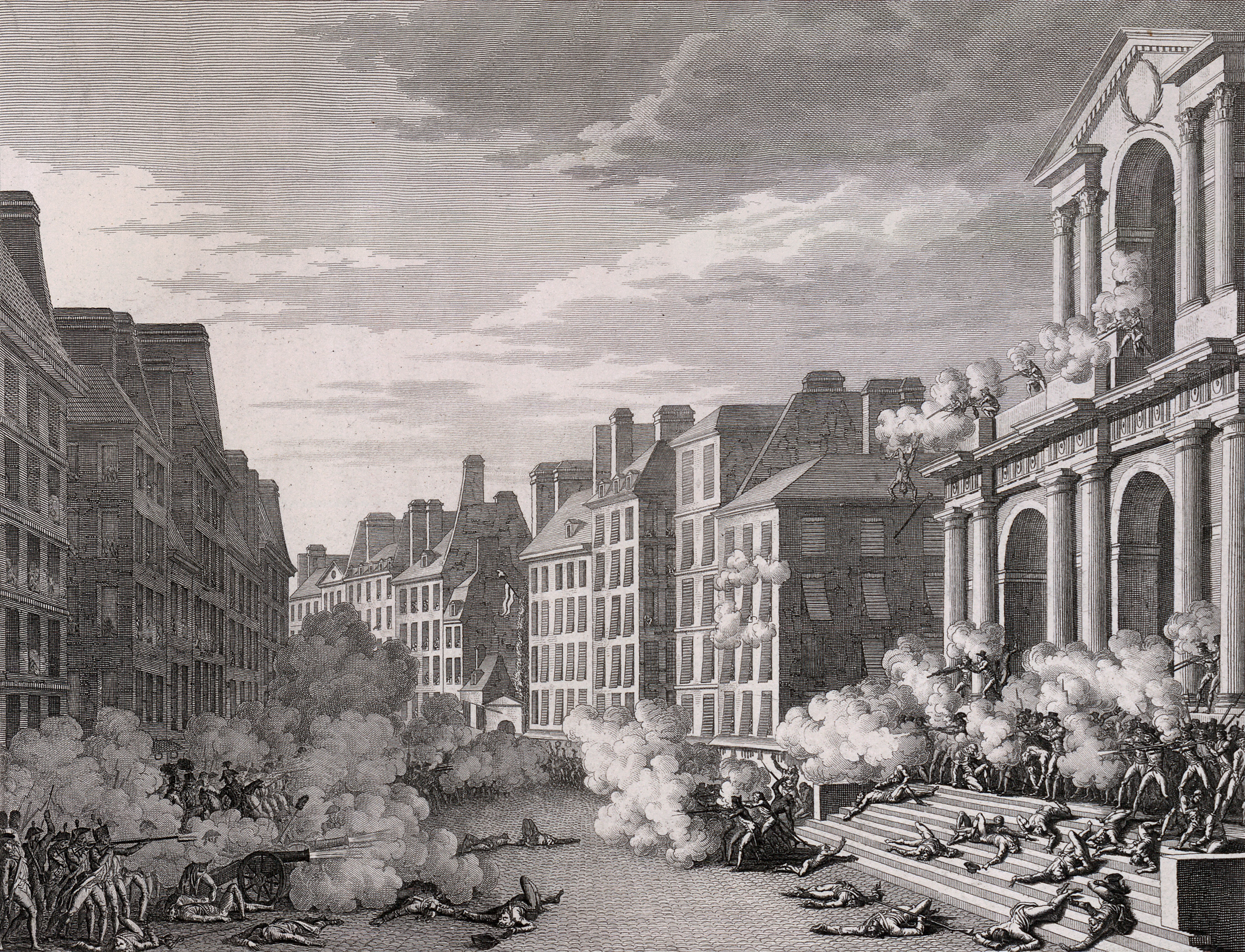
Durante la Rivoluzione francese la chiesa di San Rocco venne notevolmente danneggiata: il 13 vendemmiaio anno IV, il generale Bonaparte fa sparare a mitraglia con i cannoni contro gli insorti realisti e i segni di tali colpi sono ancora visibili sulla facciata.

Nel corso della Rivoluzione francese, lo strumento subì ingenti danni: più di 1400 canne metalliche, infatti, vennero razziate per farne armi, rendendo l'organo inservibile. In vista della riapertura al culto della chiesa (1805), il parroco Claude Marduel si adoperò per rimpiazzare gli elementi mancanti con quelli di altri strumenti; l'organaro Pierre Dallery, incaricato dello strumento, riuscì a renderlo di nuovo utilizzabile attingendo agli organi della cappella dell'École militaire e della chiesa del convento degli agostiniani scalzi. Nel 1820, il figlio Pierre-François ampliò lo strumento installando nuovi registri ed aumentando l'estensione della pedaliera.
Nel 1830 John Abbey costruì per la cappella della Vergine uno strumento di modeste dimensioni, destinato all'accompagnamento del canto; nel 1845, Aristide Cavaillé-Coll realizzò un organo a canne per il coro (opus 19), che rimaneggiò nel 1865 (opus 275/258). Lo stesso organaro, tra il 1839 e il 1842 si era occupato di una radicale ricostruzione dell'organo maggiore secondo i nuovi canoni dell'epoca (opus 14), anche estendendo le tastiere a 54 note (Do1-Fa5) e la pedaliera a 25 (Do1-Do3); interverrà nuovamente sullo strumento nel 1859 e nel 1881 (opus 490) operando alcune modifiche.
Joseph Merklin restaurò l'organo maggiore nel 1901, e Charles Mutin quello del coro nel 1913. Joseph Gutschenritter intervenne sul primo strumento nel 1927 e invertì l'ordine dei manuali Récit expressiv e Bombarde, portando quest'ultimo alla quarta tastiera e viceversa, e dotando il corpo espressivo di nuovi registri. Ulteriori registri vennero installati dallo stesso organaro tra il 1946 e il 1948 su richiesta di Pierre Cochereau. Negli anni 1991-1994, Jean Renaud, sotto la supervisione della Commission des Monuments Nationaux, operò un radicale intervento di restauro, riportando l'organo maggiore allo stato dopo l'intervento di Aristide Cavaillé-Coll del 1881.
Il 20 febbraio 1905 sono state dichiarate monumento storico di Francia sia la cassa dell'organo maggiore, sia quella dell'organo del coro; la parte strumentale del primo strumento lo è dal 12 maggio 1981.

## Organo maggiore

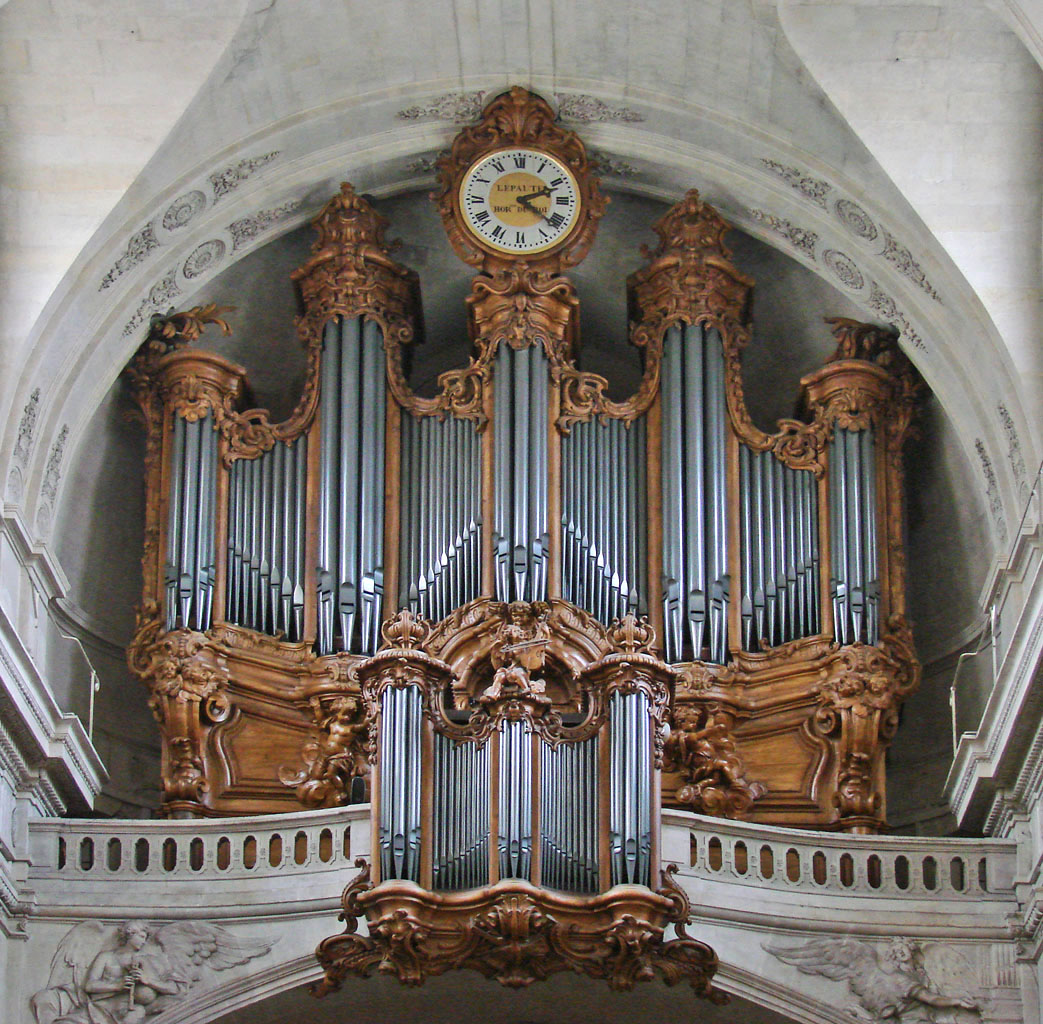
L'organo maggiore.

L'organo maggiore è situato sulla cantoria in controfacciata, in muratura. Lo strumento è a trasmissione integralmente meccanica con leva Barker, la quale può essere inserita o disinserita dall'organista tramite un apposito pedaletto della consolle. Quest'ultima, recante la data della fine dell'intervento di Aristide Cavaillé-Coll del 1839-1842, è a finestra, posta al centro della parete anteriore della cassa, e dispone di quattro tastiere di 54 note ciascuna (Do1-Fa5) e pedaliera dritta di 30 note (Do1-Fa2); i registri sono azionati da pomelli ad estrazione, posti su più colonne verticali ai lati dei manuali.
La cassa lignea è in stile Luigi XV, opera dello scultore Françin Claude; le canne di mostra si alternano entro cinque tourelles (ove hanno bocche a scudo) e quattro campate piatte (ove hanno bocche a mitria). Al centro della balaustra della cantoria, vi è il corpo tergale, con tre tourelles.
L'organo dispone di 53 registri per un totale di 2832 canne, ed ha la seguente disposizione fonica:
| I - Positif de dos |        |
| Montre             | 8'     |
| Bourdon            | 8'     |
| Flûte harmonique   | 8'     |
| Gambe              | 8'     |
| Voix céleste       | 8'     |
| Prestant           | 4'     |
| Dulciana           | 4'     |
| Nazard             | 2.2/3' |
| Doublette          | 2'     |
| Tierce             | 1.3/5' |
| Grande fourniture  | II     |
| Fourniture         | IV     |
| Cymbale            | III    |
| Cornet             | V      |
| Trompette          | 8'     |
| Clairon            | 4'     |
| Cromorne           | 8'     |
| Hautbois           | 8'     |

| II - Grand-Orgue      |     |
| Corni dolci           | 16' |
| Montre                | 16' |
| Bourdon               | 16' |
| Montre                | 8'  |
| Salicional            | 8'  |
| Bourdon               | 8'  |
| 1ère Flûte harmonique | 8'  |
| 2ème Flûte harmonique | 8'  |
| Prestant              | 4'  |
| Gambe                 | 4'  |
| Octavin doublette     | 2'  |

| III - Bombarde |       |
| Bombarde       | 16'   |
| 1ère Trompette | 8'    |
| 2ème Trompette | 8'    |
| Clairon        | 4'    |
| Clairon        | 2'/4' |

| IV - Récit expressif |    |
| Flûte harmonique     | 8' |
| Flûte octaviante     | 4' |
| Octavin              | 2' |
| Bourdon              | 8' |
| Gambe                | 8' |
| Céleste              | 8' |
| Trompette            | 8' |
| Basson-hautbois      | 8' |
| Voix humaine         | 8' |
| Clairon              | 4' |

| Pédale        |        |
| Flûte         | 16'    |
| Flûte         | 8'     |
| Flûte         | 4'     |
| Grande quinte | 5.1/3' |
| Bombarde      | 16'    |
| Trompette     | 8'     |
| Basson        | 8'     |
| Clairon       | 4'     |
| Clairon       | 2'     |

### Organisti titolari
- Jean Landrin (nel 1756)
- Claude-Bénigne Balbastre (1756-1759)
- Antoine Lefébure-Wély (1805–1831)
- Louis James Alfred Lefébure-Wély (1831–1847)
- Charles-Alexandre Fessy (1847–1856)
- Marie-Auguste Durand (1856–1863)
- Benjamin Darnault (1863–1873)
- Auguste Péron (1873–1888)
- Auguste Chapuis (1888–1906)
- Arnold Le Maitre (1906–1908)
- Georges Pifaretti (1908–1915)
- André Pratz (1919–1955)
- Pierre Cochereau (1945–1955)
- Françoise Levéchin-Gangloff (dal 1973)

## Organo del coro

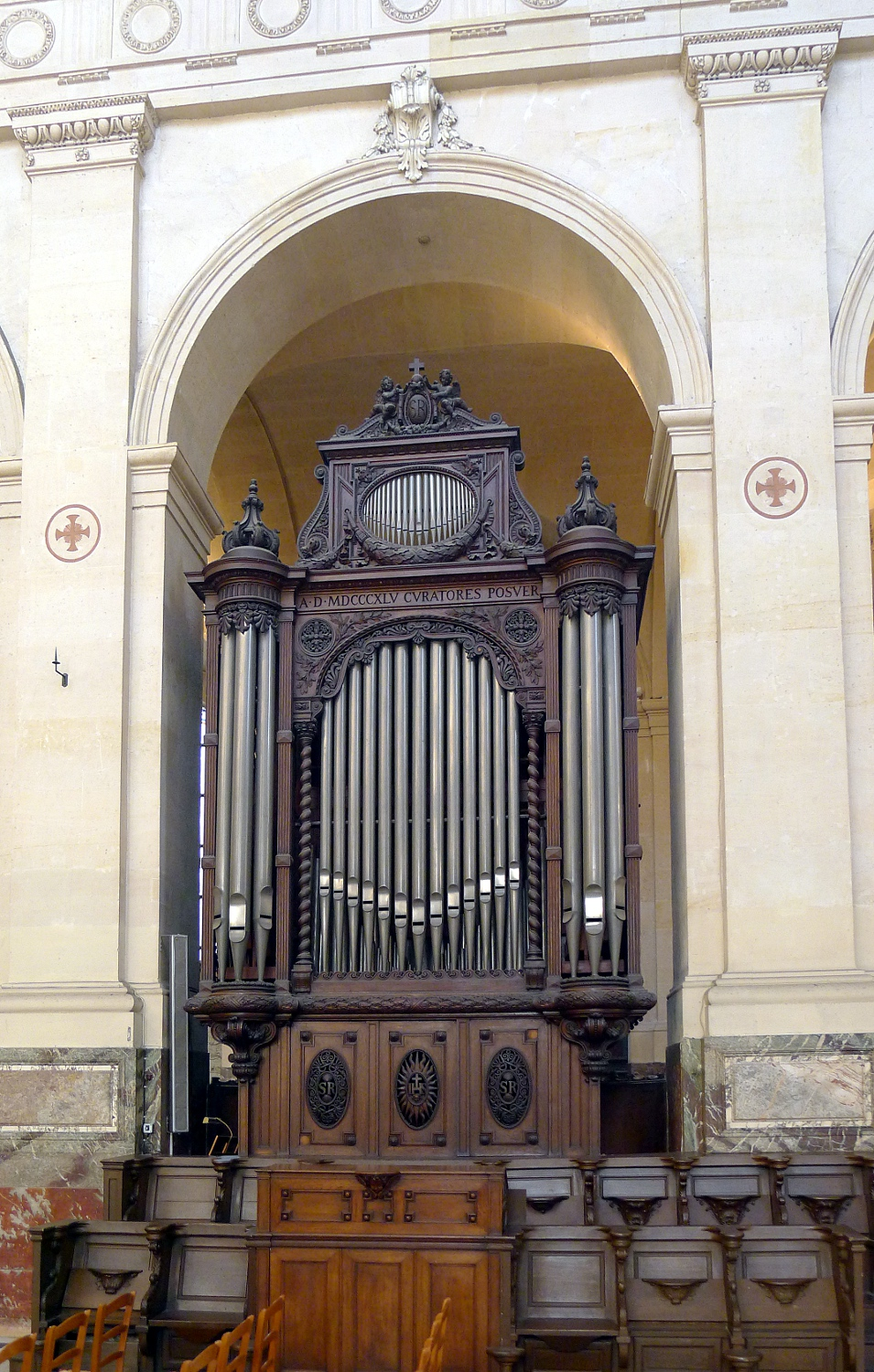
Organo del coro.

Il secondo organo della chiesa è situato in un unico corpo sotto la seconda arcata di destra del coro. A trasmissione integralmente meccanica, ha 12 registri. La sua consolle è fissa e indipendente, posta davanti al corpo d'organo, tra gli stalli lignei; essa dispone di due manuali di 56 note ciascuna (Do1-Sol5) e pedaliera dritta di 32 note, con i registri azionati da pomelli ad estrazione posti su più file orizzontali ai lati dei manuali.
La cassa è coeva allo strumento (1845) ed è in stile neobarocco; in legno, presenta decorazioni a rilievo che ne impreziosiscono la superficie. Le canne di mostra sono poste entro un unico vano ad arco a tutto sesto (sormontato da una cimasa con canne non sonanti collocate entro un'apertura ovale) e due tourelles laterali; le bocche sono a scudo.
La disposizione fonica è la seguente:
| I - Grand-Orgue  |     |
| Bourdon          | 16' |
| Flûte harmonique | 8'  |
| Montre           | 8'  |
| Prestant         | 4'  |

| II - Récit expressif |        |
| Flûte traversière    | 8'     |
| Gamba                | 8'     |
| Voix céleste         | 8'     |
| Flûte octaviante     | 4'     |
| Nasard               | 2.2/3' |
| Trompette            | 8'     |
| Basson-hautbois      | 8'     |

| Pédale  |     |
| Bourdon | 16' |

## Organo della cappella della Vergine
La chiesa di San Rocco è caratterizzata da una serie di cappelle assiali, delle quali la prima è a pianta ellittica e dedicata alla Vergine Maria; l'ambiente è frequentemente luogo di concerti e di rassegne di musica classica. L'organo della cappella della Vergine si articola in un unico corpo, posto a pavimento sotto l'arcata centrale di destra di comunicazione con il deambulatorio. Lo strumento è integralmente a trasmissione meccanica e la sua consolle, di modeste dimensioni, dispone di un'unica tastiera di 53 note (Do1-Mi3) e pedaliera di 17 (Do1-Mi2), priva di registri propri e costantemente unita al manuale; i 5 registri sono azionati da altrettanti pomelli posti su un'unica fila orizzontale al di sopra del manuale. Il materiale fonico è integralmente racchiuso all'interno di una cassa lignea con portelle apribili sulla parte anteriore.
Di seguito la disposizione fonica:
| Clavier   |    |
| Montre    | 8' |
| Bourdon   | 8' |
| Prestant  | 4' |
| Doublette | 2' |
| Cymbale   | II |